# Lophophacidium dooksii
Lophophacidium dooksii är en svampart som beskrevs av Corlett & Shoemaker 1984. Lophophacidium dooksii ingår i släktet Lophophacidium och familjen Phacidiaceae.   Inga underarter finns listade i Catalogue of Life.